# Font Book
Font Book （フォントブック）は、Appleが開発するmacOSのフォントマネージャ。Mac OS X 10.3 Panther以降、システムに付属する。

## 特徴
ユーザが新しい.otfまたは.ttfフォントファイルをクリックすると、デフォルトで開く。「フォントをインストール」ボタンを押すことで、フォントは所定のフォントフォルダにコピーされ、すべてのアプリケーションで使用できるようになる。
システムのフォントフォルダにインストールされているすべてのフォントのブラウザとしても使用できる。ユーザは、フォントのリストを表示して、既定の「サンプル」、「レパートリー」（フォントがカバーするすべての文字・グリフ）、ユーザが設定した「カスタム」でフォントのデザインなどを確認できる。
日本語フォントに対するデフォルトのサンプルテキストは、宮沢賢治『ポラーノの広場』の一節である。JIS X 0213:2014の例示字形（JIS2004字形）を標準とするヒラギノProN/StdNフォントが附属するようになってからは、JIS X 0208-1990の例示字形（JIS90字形）から変更のあった「祇辻飴葛蛸鯖鰯噌庖箸」という漢字10字が追加された。
macOS Sierra (10.12) 以降、追加フォントとされたものを有効にする役割も担っている。日本語フォントではクレー、Osaka、凸版文久明朝、凸版文久ゴシック、凸版文久見出し明朝、凸版文久見出しゴシック、筑紫A丸ゴシック、筑紫B丸ゴシック、游明朝体、游ゴシック体、游教科書体が該当する。

### 主な機能
- フォントファイルをプレビューしてインストールし、同じフォントの重複インストールを防ぐ。
- インストールされているフォントをさまざまなテキストのサンプルとサイズで表示する。
- フォントコレクションの作成と管理 … すべてのCocoaプログラムで使用できるフォントのグループ分け。
- フォントリストを管理しやすくするために、個々のフォントまたはコレクションを有効化・無効化する。
- フォントファイルにエラーがないか検証する。
- フォントの検索 … Spotlightを使用して、フォント名、著作権、言語、スタイルなど複数のフォント属性に基づき検索する。
- 高度な組版機能。フォントの配置、カーニング、数字の間隔、背景、斜体、数字、テキストボックスなどをカスタマイズできる。
- フォントコレクションを別のコンピュータにエクスポートする。

フォントの属性（プロパティ）を変更する編集ツールは備えていないので、Font Bookを使用して、フォント名の変更、マージ、分割、カーニングルールの変更や小さな大文字の個別のスタイルへのエクスポートによるフォントの再設計または変更を行うことはできない。